# Arthur Morris Jones
Arthur Morris Jones (* 1889; † 1980) war ein britischer Musikethnologe, der als protestantischer Missionar in Sambia im frühen zwanzigsten Jahrhundert arbeitete. Er war an der St. Mark’s School in Mapanza in der Südprovinz des heutigen Sambia (damals Nordrhodesien genannt) stationiert. Er wurde wegen seiner ethnisch-musikwissenschaftlichen Arbeit bekannt, insbesondere seinen zweibändigen Studien zu afrikanischer Musik (Studies in African Music). Er trug mit seiner Arbeit zu afrikanischer Rhythmusstruktur Wichtiges zur Begründung der Forschung über afrikanische Musik bei. Von 1952 bis 1966 war er Dozent für afrikanische Musik an der School of Oriental and African Studies in London.
1934 führte er den Begriff cross-rhythm ein. Das ist eine spezielle Art des Polyrhythmus: Bewegungsformeln, Phrasen oder Motive werden so miteinander kombiniert, dass sich ihre Wiederholungen, betonten Akzente oder die Bezugspunkte ihrer Hauptschläge „kreuzen“, das heißt, die Bezugspunkte treffen nicht zusammen.
Er stellte eine kontrovers diskutierte Theorie über Skalen oder Tonleitern auf sowie über die Amadindamusik (er behauptete, das Holzxylophon sei aus Südostasien nach Afrika eingeführt worden). Einhundert seiner Feldaufnahmen (auf Azetatmaterial) sind Teil des Tonarchivs der British Library.

## Werke
- Africa and Indonesia: The Evidence of the Xylophone and Other Musical and Cultural Factors. Leiden: Brill, 1964.
- African Music. Rhodes-Livingstone Museum Occasional Papers; No. 2. Livingstone, Northern Rhodesia: Rhodes-Livingstone Institute, 1943.
- African Rhythm. London: International African Institute, 1954.
- Studies in African Music. 2 vols. London, New York: Oxford University Press, 1959.
- Mit L. Kombe: The Icila Dance, Old Style. A Study in African Music and Dance of the Lala Tribe of Northern Rhodesia. Roodepoort, South Africa: Veröffentlicht im Longmans, Green and Co. Verlag für die African Music Society, 1952.